# Bâtiment basse consommation
Pour les articles homonymes, voir BBC_(homonymie).

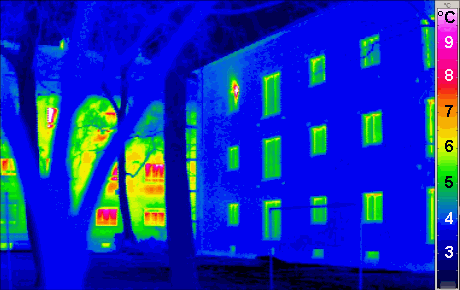
Le thermogramme montre que les fenêtres causent des déperditions d'énergie et que le BBC à droite perd moins d'énergie que le bâtiment de gauche

Un bâtiment basse consommation (BBC), sous-entendu « énergétique », désigne un bâtiment pour lequel la consommation énergétique nécessaire pour le chauffer et le climatiser est significativement plus basse que celle des habitations standards. Un bâtiment BBC ou rénové pour atteindre les standarts de la BBC diminue aussi généralement son empreinte carbone

## Application

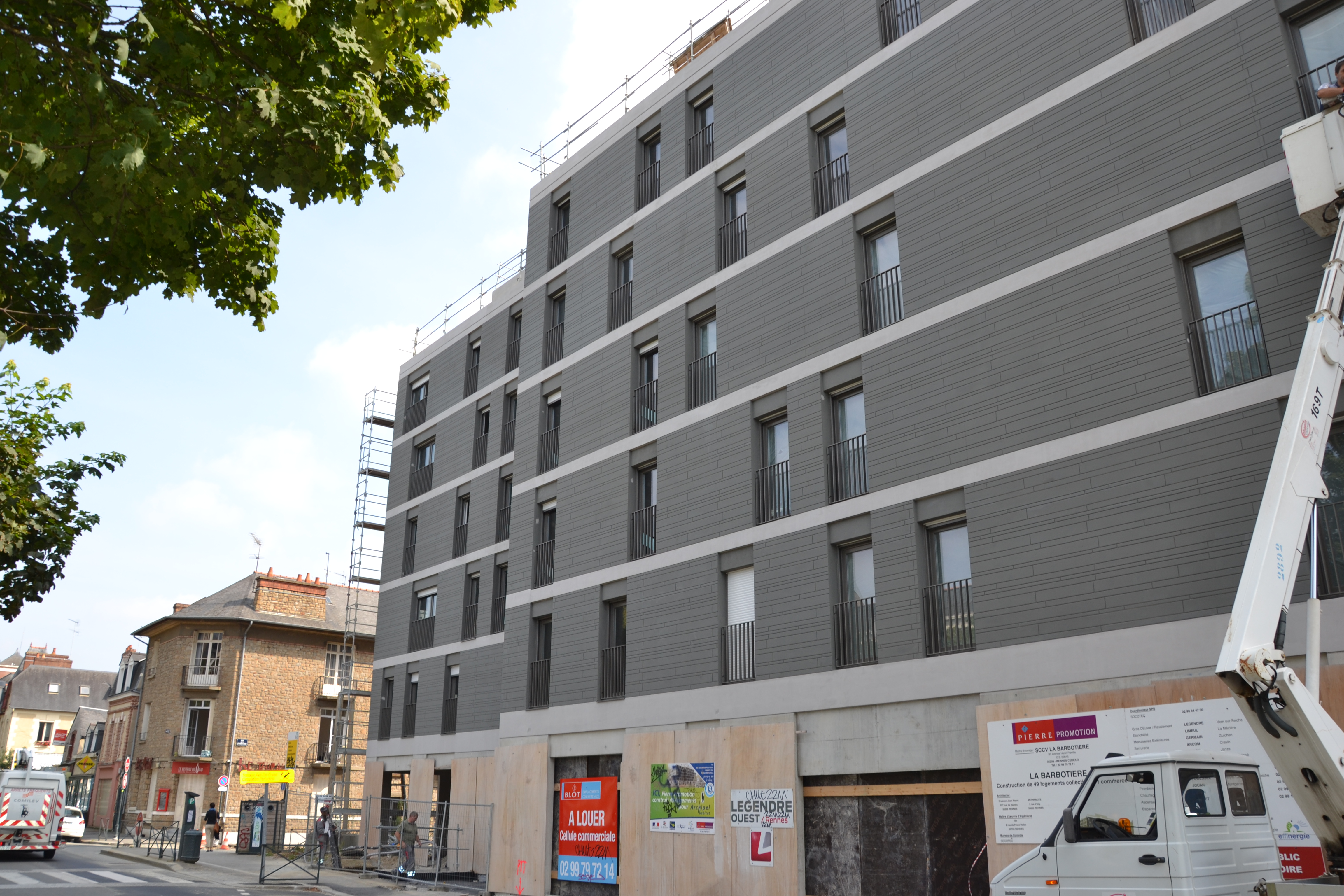
Bâtiment BBC "la Barbotière" situé à Rennes (France). Technique d'isolation utilisée : Isolation par l'intérieur avec rupteurs de ponts thermiques.

Un bâtiment basse consommation selon la réglementation thermique française RT2012  est un bâtiment, dont la consommation conventionnelle en énergie primaire, pour le chauffage, le refroidissement, la ventilation, la production d'eau chaude sanitaire, l'éclairage et les auxiliaires techniques (pompes…), est inférieure de 80 % à la consommation normale règlementaire.
Les grands principes pour atteindre cet objectif sont :
1. Une conception bioclimatique de l'édifice ou de la maison (compacité, orientations, traitement des façades par orientation, apport de lumière naturelle) permet d'approcher, à moindre coût, cet objectif.
2. Une forte isolation thermique  réduira considérablement les besoins en chauffage comme en climatisation. Cette isolation peut être extérieure en cas de façades maçonnées ou béton pour préserver l'inertie ou répartie en cas de construction de façades à ossature bois; elle permet d'éliminer la plupart des ponts thermiques. Ou elle peut être intérieure avec l'utilisation de  rupteurs thermiques afin de traiter tous les ponts thermiques.
3. Une parfaite étanchéité à l'air de l'enveloppe extérieure et des réseaux. En plus de limiter les pertes de chaleur par des fuites d'air directes, cette mesure permet de garantir la meilleure pérennité du bâtiment à terme (isolants, structure…). Elle permet en outre de rendre plus efficace la ventilation mécanique contrôlée.
4. Une bonne performance des équipements techniques (éclairage, chaudière, pompe…) et étudiés pour obtenir le meilleur rendement (pas de surdimensionnement).
5. C'est seulement ensuite que la question du mode de chauffage se pose. Gaz, bois, géothermie (électrique), pompe à chaleur (électrique), etc. La réglementation impose, au-delà d'une certaine surface, une étude comparative sur 20 ans des différents moyens de chauffage à disposition en considérant les augmentations prédites du coût des énergies. Elle impose également une possibilité de réversibilité du mode de chauffage.
6. Les énergies renouvelables, bien que très vertueuses[non neutre], n'apportent que de faibles économies en comparaison des points sus-cités[réf. nécessaire]. Les capteurs pour l'eau chaude sanitaire doivent être bien dimensionnés pour ne pas surchauffer et donc se dégrader en été. Cela n'est plus tout à fait exact du fait de l'arrivée sur le marché des tubes sous vide pour la production d'eau chaude sanitaire (ECS) et de chauffage basse température.

## Normes et législations

### Suisse et Allemagne
La Suisse fait partie des pays avant-gardistes en matière d'économie d'énergie. Elle a mis en place le label Minergie. De la même manière, la norme Passivhaus est appliquée en Allemagne.

### France

Carte des coefficients de rigueur climatique. Les zones climatiques sont les mêmes que la RT 2005.

En parallèle de l'appellation générique « bâtiment de basse consommation », un  label officiel  a été créé en France, avec la dénomination bâtiment de basse consommation énergétique (BBC 2005), par l'arrêté du 3 mai 2007 relatif au contenu et aux conditions d'attribution du label « haute performance énergétique ». Elle s'inspire entre autres du label suisse Minergie.
La promotion de cette norme et les conseils sur son application sont faits par l'ADEME, du Centre scientifique et technique du bâtiment ou d'Électricité de France. Un référentiel a été établi à l'initiative de l'association française Effinergie qui héberge aussi, depuis octobre 2009, un « observatoire BBC ». Cette plateforme numérique, gratuite, promeut le savoir-faire des professionnels et les bonnes pratiques, accompagne « la massification de la rénovation basse consommation et de la construction à faible impact énergétique et environnemental », analyse et publie des retours d'expériences, et contribue à l'évolution de la réglementation.
La norme fixe (pour les logements neufs) une exigence énergétique de 50 kWhep/(m² de SHON.an) (kWhep : kWh d'énergie primaire, telle que définie par la RT 2012). Pour les bâtiments tertiaires, la consommation de référence doit être calculée au cas par cas. Cette exigence est corrigée par un coefficient de « rigueur climatique », fonction de la zone climatique de la RT 2005. Ce coefficient est augmenté de 0,1 si l'altitude du bâtiment est comprise entre 400 et 800 mètres, et de 0,2 si l'altitude du bâtiment est supérieure à 800 mètres. Les valeurs de l'exigence peuvent ainsi varier, selon la zone et l'altitude, de 40 à 75 kWhep/(m²SHON.an).
Les consommations prises en compte dans le calcul concernent le chauffage, l'eau chaude sanitaire (ECS), la climatisation, l'éclairage, la ventilation et les auxiliaires de chauffage. La surface prise en compte est la surface hors œuvre nette (SHON).
Par rapport à la construction neuve, la rénovation représente le plus grand potentiel d'économies d'énergie, l'objectif de consommation dans ce cadre est de 80 kWhep/(m²SHON.an) (kWhep : kWh d'énergie primaire), qui a aussi son label, BBC-Rénovation 2009. Cette exigence énergétique est corrigée par le même coefficient de rigueur climatique, que BBC 2005.
Le label  Basse consommation - Rénovation (BBC Rénovation ou BBC 2009) atteste la conformité des travaux de rénovation à un cahier des charges qui intègre " les exigences de la réglementation thermique des bâtiments existants prévue dans le code de la Construction et de l'Habitation, le respect d'un niveau minimal de performance énergétique globale et de confort d'été et les modalités de contrôle ", précise le décret du 29 septembre 2009. Pour obtenir ce label, les logements rénovés devront afficher une consommation d'énergie entre 64 et 120 kWh/m²/an.
Depuis le 1er janvier 2020, le dispositif MaPrimeRénov' permet aux particuliers de réaliser dans leur logement des travaux de rénovation énergétique à moindre coût. Depuis le 1er octobre 2020, le dispositif MaPrimeRénov’ a évolué pour devenir accessible à l’ensemble des propriétaires, quels que soient leurs revenus, qu’ils occupent leur logement directement, ou qu’ils le mettent en location. Parmi les nouvelles modalités d'application de l'aide, figure la création de plusieurs bonus, dont notamment un bonus spécifique Bâtiment Basse Consommation (BBC), lequel a été mis en place pour récompenser l’atteinte de l’étiquette énergie B ou A,. En novembre 2022, dans le contexte de la crise énergétique liée à la guerre en Ukraine et d'une volonté de décarboner le chauffage, un décret exclue les chaudières gaz du dispositif MaPrimeRénov'. 

#### 2011
Dans le collectif, le BBC a nettement progressé notamment grâce aux aides et incitations (régionales, nationales) : les 3/4 des nouveaux logements collectifs de l'année respectent le niveau BBC-Effinergie selon l'INSEE.

Au 31 décembre 2011, le certificat BBC avait été donné à environ 20 000 logements collectifs, 36 opérations tertiaires de 2007.

Le secteur des maisons individuelles progresse bien moins (12000 logements individuels seulement). Selon l'enquête, Promotelec sur le marché du logement BBC en 2011, la progression du label BBC varie beaucoup selon les régions (18 % en Bretagne et Pays de la Loire contre 3 à 4 % en Champagne-Ardenne et Picardie). 
10 % du parc a été construit en BBC-Effinergie (contre 4,3 % en 2010). Ce taux reste modeste au vu de la généralisation obligatoire au 1er janvier 2013 pour tous les logements (cf RT 2012). 

- Matériaux utilisés :

la brique isolante domine (38 %) légèrement devant le parpaing-béton (35 %), ce qui montre peu d'innovation depuis la RT 2005 (qui s'était traduite respectivement par 37 % et 40 % pour ces 2 matériaux).
 
L'ossature bois (12 %) puis la brique classique (8 %) sont ensuite les plus retenus, loin devant le béton cellulaire doublé, l'ossature acier, ou le monomur de terre cuite, le béton cellulaire enduit ou la terre-paille.
- Configuration

La maison est de plain-pied avec combles aménagés dans le quart des cas, avec  combles perdus (R+1) pour un autre quart. Un vide sanitaire existe dans 56 % des cas, le terre-plein dans 28 % des cas et un sous-sol dans seulement 16 % des constructions neuves BBC.
- L'isolation intérieure reste majoritaire (81 % des cas), l'isolation par l'extérieur reste rare (11 % des cas); elle est mixte dans 8 % des cas.

- Les écomatériaux progressent lentement, mais le PVC domine encore le marché des menuiseries de la BBC (67 %), devant les structures métalliques (24 %) et le bois (21 %), a priori car moins cher.

- Le triple vitrage a concerné près de 10 % des cas (sinon, il s'agit de double-vitrage)[9].

- La ventilation mécanique contrôlée hygro-réglable type B est utilisée dans 85 % des cas, devant la VMC double flux (11,2 % des cas ; presque toujours en maison individuelle).

- Chauffage

La solution la plus retenue en 2011 par les constructeurs (solution qui n'est pas nécessairement énergétiquement la plus efficiente) a été un chauffage par pompe à chaleur (air extérieur/eau) associé à une production d'eau chaude sanitaire « thermodynamique » et à une VMC Hygro BLe chauffage gaz progresse (37,3 % en 2011 contre 22,4 % en 2010) alors que la pompe à chaleur régresse (41,6 % contre 60 % en 2010). Le chauffage électrique à effet Joule (nécessitant une isolation) est encore utilisé dans 9,2 % des cas (surtout dans les régions chaudes). Quand le chauffage est radiant, le plancher chauffant à eau domine (47,7 %), devant le radiateur à eau (27,1 %), et les panneaux rayonnants (4,6 %) ou le plancher chauffant électrique (2,2 %) moins compatibles avec le label BBC. 

L'eau chaude sanitaire est de moins en moins produite par chauffe-eau électrique à accumulation au profit de matériels thermodynamiques (47,8 %), de chaudières à gaz (25 %) et du solaire thermique (25,3 % avec un appoint électrique ou gaz). 

- Electricité photovoltaÏque

Moins soutenu, l'installation de modules photovoltaïques avec revente à EDF a diminué en 2011 (3,5 % des maisons individuelles en 2011 contre 5,9 % en 2010, situées surtout en Languedoc-Roussillon et Rhône-Alpes).

#### 2012
30 000 labels « Promotelec Performance » ont été délivrés à des maisons individuelles, mais surtout à des  lotissements (label dans 39,2 % des cas) ou à l'habitat collectif ou à des logements haut-de gamme (le nombre de permis de construire avec demande de label BBC a augmenté de +2,3 % de 2011 à 2012, concernant dans 50 % des cas des surfaces habitables de plus de 135 m² (une maison individuelle moyenne couvre de 100 m²). Comme en 2011, la brique (48,4 %) et le parpaing (26,3 %) continuent à dominer le mode constructif et le gaz a gagné des parts comme source énergétique (45 %, +7,7 % par rapport à 2011) au détriment des pompes à chaleur électriques (35,4 %, -6,2 % en un an). L'eau chaude sanitaire est chauffée par de l'électrique dans 48,4 % des cas, et au gaz dans 43,2 % des cas. Moins de chauffe-eau solaires ont été installés (-8 %). Le gaz équipe 81 % des logements collectifs, et des réseaux de chaleur desservent souvent l'habitat social. Les nouveaux réflexes permettant d'utiliser adéquatement les équipements visant l'exigence réglementaire de 50 kWhep/m² ne sont pas toujours acquis.